# Astragalus bibracteolatus
Astragalus bibracteolatus là một loài thực vật có hoa trong họ Đậu. Loài này được Sirj. & Rech.f. miêu tả khoa học đầu tiên.